# Enciklopédia (album)
Az Enciklopédia (a borítón Enciklopédia formában szerepel) Muri Enikő magyar énekesnő első önálló stúdióalbuma, amelyet a lemez kiadója, a Sony Music Entertainment CD formájában 2012. augusztus 27-én jelentetett meg. A nagylemez iTunes Store-ról letölthető exkluzív változatát a hivatalos megjelenésnél valamivel korábban, augusztus 22-én megjelentették. A stúdióalbum megjelenését követően, 2012. augusztus 27-én a harmadik helyen debütált a Magyar Hangfelvétel-kiadók Szövetsége (Mahasz) Top 40 album- és válogatáslemez-listáján, majd egy héttel később, szeptember 3-án a második helyre került. Szeptember 10-én visszaesett a 18. helyre, 17-én pedig a 35. pozícióba került.
A nagylemez zenei produceri feladatait Szabó Zoltán „Zé” vállalta el. A stúdióalbumon megtalálható dalok szövegeinek legnagyobb részét többek között az Anti Fitness Club tagja, Molnár Tamás énekes, Márton Bence, Bokor Fekete Kriszta énekes és Johnny K. Palmer énekes-szövegíró írták. A lemez számlistáján összesen tizenhárom popdal szerepel, ezek között megtalálható az énekesnő első rádiós slágere, amely a Késő már címet viseli, valamint annak angol nyelvű változata, a Make Me Okay, továbbá a Dés László és Bereményi Géza által írt Botladozva címet viselő dal feldolgozása is helyet kapott az albumlistán. Az album számlistáján található dalok teljes hosszúsága 48 perc 41 másodperc. Muri Enikő saját elmondása szerint az édesapja egy korábbi javaslatára választotta az Enciklopédia szót a lemez címéül.

## Számlista
| 1.    | Késő már                | 3:18 |
| 2.    | Miért jó?               | 3:43 |
| 3.    | Soha ne érjen véget     | 3:42 |
| 4.    | Ne ments meg!           | 3:55 |
| 5.    | Mama                    | 3:13 |
| 6.    | Célba értem             | 4:30 |
| 7.    | Őrültség                | 3:51 |
| 8.    | Amikor minden összedől… | 3:57 |
| 9.    | Menj                    | 3:16 |
| 10.   | Bárhová is mész         | 3:48 |
| 11.   | Botladozva              | 4:32 |
| 12.   | Give Some, Get Some     | 3:40 |
| 13.   | Make Me Okay            | 3:16 |
| 48:41 |                         |      |